# Hohenleimbach
Hohenleimbach là một đô thị trong huyện Ahrweiler, bang Rheinland-Pfalz, phía tây nước Đức. Đô thị Hohenleimbach có diện tích 10,17 km², dân số thời điểm ngày 31 tháng 12 năm 2006 là 366 người.

## Biến động dân số
Dân số thời điểm 31 tháng 12:
| - 1815 – 152 - 1835 – 188 - 1871 – 159 - 1905 – 231 - 1939 – 260 - 1950 – 264 | - 1961 – 284 - 1965 – 321 - 1970 – 302 - 1975 – 301 - 1980 – 286 - 1985 – 253 | - 1987 – 277 - 1990 – 292 - 1995 – 335 - 2000 – 359 - 2005 – 371 |

Nguồn: Statistisches Landesamt Rheinland-Pfalz